# Philippe Houvion
Philippe Houvion (ur. 5 października 1957 w Briey) – francuski lekkoatleta, skoczek o tyczce, były rekordzista świata.
Jest synem Maurice’a Houviona, skoczka o tyczce i olimpijczyka, który go również trenował.
Pierwszą dużą imprezą międzynarodową Houviona były halowe mistrzostwa Europy w 1978 w Mediolanie, na których zajął 8. miejsce. Na mistrzostwach Europy w 1978 na otwartym stadionie w Pradze był szósty. Zajął 7. miejsce na halowych mistrzostwach Europy w 1979 w Wiedniu.
W sezonie letnim 1979 Houvion zwyciężył w igrzyskach  śródziemnomorskich w Splicie, zajął drugie miejsce na uniwersjadzie w Meksyku (za Władysławem Kozakiewiczem), a z wynikiem 5,65 m był liderem światowych tabel (wraz ze swym rodakiem Patrickiem Abada).
17 lipca 1980 w Paryżu Houvion ustanowił rekord świata wynikiem 5,77 m. Na igrzyskach olimpijskich w 1980 w Moskwie zajął 4. miejsce i utracił rekord świata na rzecz Kozakiewicza, który poprawił go o 1 centymetr.
Zajął 6. miejsce na halowych mistrzostwach Europy w 1981 w Grenoble. Na uniwersjadzie rozegranej w tym samym roku w Bukareszcie zdobył brązowy medal.
Później Houvion nie odnosił już znaczących międzynarodowych sukcesów. Trzykrotnie jeszcze wystąpił na halowych mistrzostwach Europy. W Göteborgu w 1984 zajął 8. miejsce, w Pireusie w 1985 12. miejsce, a w Madrycie w 1986 6. miejsce.
W latach 1979–1980 sześć razy poprawiał rekord Francji w skoku o tyczce, doprowadzając go do wyniku 5,77.
Był mistrzem Francji w 1978 i 1979 oraz brązowym medalistą w 1981 i 1985, a w hali był wicemistrzem w latach 1978–1981, 1984 i 1986 oraz brązowym medalistą w 1985.